# صدرالممالک
صدرالممالک یک لقب است که پیشینه آن به دوره صفویان باز می‌گردد. صدرالممالک منصبی مشابه وزیر دادگستری داشت. این منصب در اوایل دوره قاجار به امیر دیوان تبدیل شد و سپس وزیر عدلیه جایگزین آن گردید. در دوران ناصرالدین شاه با اینکه منصب صدرالممالک عملاً از میان رفته بود، همچنان این لقب به اشخاص داده می‌شد و پس از مدتی در خانواده میرمحمدحسین عضدالملک قزوینی موروثی گردید. در تاریخ ایران چندین تن با لقب صدرالممالک شناخته می‌شوند:
- میرمحمدحسین عضدالممالک، صدرالممالک در دوره شاه عباس دوم
- میرزا علی‌محمد صدرالممالک، صدرالممالک در دوره شاه طهماسب دوم
- میرزا محمدمقیم خلیفه‌سلطانی، صدرالممالک شاه سلیمان دوم
- میرزا محمدعلی صدرالممالک خراسانی، صدرالممالک در دوران نادرشاه افشار
- میرزا محمدجعفر صدرالممالک، صدرالممالک در دوران فتحعلی‌شاه
- میرزا محمدولی صدرالممالک، صدرالممالک در سال ۱۲۴۸ قمری
- صدرالممالک اردبیلی، صدرالممالک دوران محمدشاه
- میرزا هادی صدرالممالک، صدرالممالک در اوایل دوران ناصرالدین‌شاه
- میرمحمدحسین عضدالملک قزوینی، سفیر ایران در روسیه و متولی آستان قدس رضوی
- میرزا محمدعلی صدرالممالک، متولی آستان قدس رضوی
- میرزا محمدشفیع صدرالممالک، متولی آستان قدس رضوی